# 林鐘勳
林鐘勳（韩语：／ Im Jonghun，1997年1月21日—）是韓國乒乓球運動員。他曾随国家队在2018年世界乒乓球团体锦标赛上获得铜牌。随后的职业生涯里，他在世界乒乓球单项锦标赛上联同張禹珍两次获得男子双打银牌。2024年，搭档申裕斌获巴黎奥运会乒乓球混双铜牌。2025年，搭档申裕斌获得2025年世界乒乓球锦标赛混合双打铜牌。